# 1971年から1992年までのマラウイ総選挙
本稿、1971年から1992年までのマラウイ総選挙（1961ねんから1992ねんまでのまらういそうせんきょ）では、ヘイスティングズ・カムズ・バンダ率いるマラウイ会議党の一党独裁時代におけるマラウイの選挙を扱う。具体的には1971年、1976年、1978年、1983年、1987年、1992年に行われた国民議会選挙について述べる。

## 概要

マラウイの初代大統領、ヘイスティングズ・カムズ・バンダの像。

1964年7月、マラウイはイギリス領ニヤサランドから英国自治領のマラウイとして独立を果たすが、その直前に行われた選挙において、マラウイ会議党以外の候補者が無かったため、ヘイスティングズ・カムズ・バンダ率いるマラウイ会議党は全議席を無投票で獲得した。前年度のニヤサランド議会において首相となっていたバンダは、この頃から既に独裁的傾向を見せるようになってきていた。
まず、1964年9月に内閣危機と呼ばれる事件が生じた。バンダ首相は自身の意に沿わなかった閣僚3人を解任し、さらにこの3人に同情した閣僚3人が抗議の辞任を行ったところ、この6人は党から除名され、さらに6人中の5人は生命の危機を感じたため亡命に追い込まれた、という事件である。この事件以降、バンダは一層独裁化を強めたと言われる。
その後、1966年7月6日に英国自治領マラウイからマラウイ共和国へと完全に独立すると、バンダは大統領へ就任するとともに、憲法でマラウイ会議党以外の政党を禁止して一党制を確立した。さらに1970年には、バンダを終身大統領とする議決が国会において全会一致で採択された。さらに、1983年以降は事実上党で第2の地位である幹事長を空席とし、さらなる権力の集中を図った。この期間、バンダの敵対した政治家や市民は迫害され、亡命に追い込まれたり暗殺されたりする例がしばしば見られたとされる。

## 当該期間に行われた選挙の結果
以下に、1971年、1976年、1978年、1983年、1987年、1992年に行われた各選挙の結果を示す。なお、この期間はマラウイ会議党による一党制が敷かれていたため、選挙は野党や無所属はおろか対立候補すら存在しない中、バンダの指名した候補のみが出馬し、無投票もしくは信任投票を行うという形式で行われた。
| 年度                              | 得票数 | 得票率 | 総議席数         |
| --------------------------------- | ------ | ------ | ---------------- |
| 1971年                            |        |        | 無投票で全員当選 |
| 1976年                            |        |        | 無投票で全員当選 |
| 1978年                            |        |        | 87               |
| 1983年                            |        |        | 101              |
| 1987年                            |        |        | 112              |
| 1992年                            |        |        | 141              |
| 出典: AFRICAN ELECTIONS DATABASE, |        |        |                  |

## その後
バンダによる独裁は、1994年の多党制選挙でバキリ・ムルジ率いる統一民主戦線が勝利するまでの30年以上にわたって続いた。なお、その独裁性が非難される一方で、ムルジ以降の民主化時代と比較し、バンダ時代の汚職の少なさや政策の一貫性を評価する声もある。